# Genocide (Film)
Genocide ist ein US-amerikanischer Dokumentarfilm aus dem Jahr 1982 unter der Regie von Arnold Schwartzman über den Holocaust. Der von Elizabeth Taylor und Orson Welles kommentierte Film wurde 1982 mit dem Oscar als bester Dokumentarfilm ausgezeichnet.

## Inhalt
Der Film Genocide erzählt ausgehend von dem blühenden jüdischen Lebens im Vorkriegseuropa den Weg in die Ghettos und Konzentrationslager der Zeit des Nationalsozialismus bis zur Befreiung der Lager. Es wird auf Archivfilme und -fotografien zurückgegriffen, Animationen werden genutzt, Interviews mit Überlebenden geführt. Zu sehen ist auch der Nazijäger Simon Wiesenthal auf dem Gelände des KZ Mauthausen. Am Ende werden Hinweise auf damals aktuelle Vorgänge, wie die Unterstützungsrate für Adolf Hitler laut Meinungsumfragen unter Deutschen und Betätigungen des Ku Klux Klans gegeben.

## Produktion
Der Film wurde vom Simon Wiesenthal Center in Los Angeles produziert. Der Anstoß kam von der Präsidentin der Academy of Motion Picture Arts and Sciences Fay Kanin, die darauf hinwies, dass Filme effektiver zur Aufklärung seien, als Diashows.
Die Produktionszeit dauerte über zweieinhalb Jahre und kostete 3 Millionen Dollar. Sowohl Elizabeth Taylor, als auch Orson Welles spendeten ihre Arbeitszeit für Genocide. Laut Marvin Hier sei der Film notwendig geworden, da zum Zeitpunkt der Veröffentlichung drei Fünftel der Weltbevölkerung nach dem Holocaust geboren worden seien. Der Film solle als historisches Dokument dienen, jüngere Generationen aufklären, und als vorbeugende Medizin dienen, bevor die Gesellschaft zu krank werde. Man hoffe, dass Genocide als Lehrfilm in Schulen und Universitäten gezeigt werde.
Nachdem sie ihren Teil im Film gesprochen hatte, hatte Elizabeth Taylor Schlafprobleme und wachte nach eigenen Angaben nachts schreiend auf.
Der Film feierte am 18. Januar 1982 im John F. Kennedy Center for the Performing Arts Premiere.

## Rezeption
Janet Maslin bemerkte 1982 in der New York Times, dass der Film am stärksten sei, wo auf Effekthascherei verzichtet würde und er die Tatsachen scharf für sich sprechen lassen würde, und wenn das atemlose Tempo heruntergefahren würde. Der Abschnitt zum jüdischen Leben vor dem Krieg sei zu kurz, als dass er einen Eindruck hinterlasse. Wenn der Film den Holocaust erreiche sei er aber so erschütternd und kraftvoll, wie es die Filmemacher gewollt hätten.
Für Time beurteilte Stefan Kanfer Genocide gemischt. Die Stärken seien der Soundtrack und die Sprecher Welles und Taylor. Welles verzichte auf seine Bass-Stimme und spreche mit der Stimme der Autorität, Taylors Stimme sei unnatürlich unterdrückt. Die Produzenten hätten die Hölle aber selten genug sein lassen. Die 6 Millionen hätten mehr als verzweifelte Prophezeiungen und weniger Überproduktion verdient.

## Auszeichnungen
- Oscar 1982: Bester Dokumentarfilm